# Dead Again (Album)
Dead Again ist das siebte und letzte Studioalbum von Type O Negative. Es erschien im März 2007.

## Hintergrund
Das Album wurde erneut von Peter Steele und Josh Silver produziert. Die Band verwendete erstmals seit Bloody Kisses wieder ein richtiges Schlagzeug statt eines Drumcomputers. Daher ist es das einzige Studioalbum von Type O Negative, auf dem Johnny Kelly tatsächlich spielt, auf den drei Alben vor Dead Again programmierte er die Drumtracks. Das Album wurde in den Studios Systems Two sowie Sty in the Sky, jeweils in Brooklyn, New York City, und in Paul Bento's Studio aufgenommen. Das Coverbild zeigt Grigori Rasputin, einen russischen Mystiker Zars Nikolaus II. Der Albumtitel ist in einer an die Kyrillische Schreibschrift angelehnten Schriftsatz gehalten. Der Song Halloween in Heaven ist ein Tribut an Dimebag Darrell, der 2004 ermordet wurde.

## Titelliste
Alle Titel wurden von Peter Steele geschrieben.
| No.          | Titel                          | Länge |
| ------------ | ------------------------------ | ----- |
| 1.           | „Dead Again“                   | 4:15  |
| 2.           | „Tripping a Blind Man“         | 7:04  |
| 3.           | „The Profit of Doom“           | 10:47 |
| 4.           | „September Sun“                | 9:47  |
| 5.           | „Halloween in Heaven“          | 4:50  |
| 6.           | „These Three Things“           | 14:21 |
| 7.           | „She Burned Me Down“           | 7:54  |
| 8.           | „Some Stupid Tomorrow“         | 4:20  |
| 9.           | „An Ode to Locksmiths“         | 5:15  |
| 10.          | „Hail and Farewell to Britain“ | 8:55  |
| Gesamtlänge: | Gesamtlänge:                   | 77:28 |

| No.          | Titel                                                                                            | Länge |
| ------------ | ------------------------------------------------------------------------------------------------ | ----- |
| 1.           | „Everything Dies“/„My Girlfriend’s Girlfriend“                                                   | 9:49  |
| 2.           | „Are You Afraid“/„Gravitational Constant“                                                        | 7:14  |
| 3.           | „Christian Woman“ (labeled as „Christian Women“ on the case; contains the „Black Sabbath“ intro) | 8:27  |
| 4.           | „Love You to Death“                                                                              | 8:06  |
| 5.           | „Black No.1 (Little Miss Scare-All)“                                                             | 9:22  |
| Gesamtlänge: | Gesamtlänge:                                                                                     | 42:58 |

| No.          | Titel                                              | Länge |
| ------------ | -------------------------------------------------- | ----- |
| 1.           | „Anesthesia“ (live at Wacken Open Air 2007)        | 6:04  |
| 2.           | „Christian Woman“ (live at Wacken Open Air 2007)   | 7:59  |
| 3.           | „Love You to Death“ (live at Wacken Open Air 2007) | 6:06  |
| 4.           | „Kill You Tonight“ (live at Wacken Open Air 2007)  | 9:50  |
| 5.           | „The Profit of Doom“ (music video)                 | 4:32  |
| 6.           | „September Sun“ (music video)                      | 4:32  |
| Gesamtlänge: | Gesamtlänge:                                       | 39:03 |

| No.          | Titel                                                                           | Länge   |
| ------------ | ------------------------------------------------------------------------------- | ------- |
| 1.           | „Everything Dies“ (Live at the Bizarre Festival 1999)                           | 6:06    |
| 2.           | „My Girlfriend's Girlfriend“ (Live at the Bizarre Festival 1999)                | 3:43    |
| 3.           | „Are You Afraid“/„Gravitational Constant“ (Live at the Bizarre Festival 1999)   | 7:14    |
| 4.           | „Black Sabbath“ [intro] / „Christian Woman“ (Live at the Bizarre Festival 1999) | 8:35    |
| 5.           | „Love You To Death“ (Live at the Bizarre Festival 1999)                         | 7:16    |
| 6.           | „Black No.1 (Little Miss Scare-All)“ (Live at the Bizarre Festival 1999)        | 9:11    |
| 7.           | „Anesthesia“ (Live at Wacken Open Air 2007)                                     | 6:04    |
| 8.           | „Christian Woman“ (Live at Wacken Open Air 2007)                                | 7:58    |
| 9.           | „Love You To Death“ (Live at Wacken Open Air 2007)                              | 6:05    |
| 10.          | „Kill You Tonight“ (Live at Wacken Open Air 2007)                               | 9:47    |
| Gesamtlänge: | Gesamtlänge:                                                                    | 1:12:05 |

## Rezeption

### Rezensionen
Greg Prato von AllMusic schrieb: „With Dead Again, Type O Negative delivers another album of dark tales and even darker riffs, and will reassure morose metalheads that they can still count on Steele to spread the misery.“ Die Bewertung war 3,5 von fünf Sternen.

### Charts und Chartplatzierungen
| ChartsChartplatzierungen       | Höchstplatzierung | Wochen |
| ------------------------------ | ----------------- | ------ |
| Deutschland (GfK)              | 18 (7 Wo.)        | 7      |
| Österreich (Ö3)                | 25 (3 Wo.)        | 3      |
| Schweiz (IFPI)                 | 89 (1 Wo.)        | 1      |
| Vereinigtes Königreich (OCC)   | 87 (1 Wo.)        | 1      |
| Vereinigte Staaten (Billboard) | 27 (3 Wo.)        | 3      |